# Stan podgorączkowy
Stan podgorączkowy – stan podwyższonej temperatury ciała u organizmu stałocieplnego, nieprzekraczający wartości granicznej przyjętej dla gorączki. U człowieka występuje w sytuacji, gdy temperatura nie przekracza wartości 38 °C. Temperaturę powyżej 38 °C uznaje się za gorączkę. U zwierząt granice stanu podgorączkowego zależą od normalnej temperatury ciała zwierzęcia danego gatunku.